# Несчастный случай
Несчастный случай (сокр. НС) — непредвиденное событие, неожиданное стечение обстоятельств, повлёкшее телесное повреждение или смерть.
Типичными примерами являются автомобильная катастрофа (или попадание под машину), падение с высоты, попадание предметов в дыхательные пути, падение предметов (например, кирпича, сосульки) на голову, поражение электрическим током. Факторами риска могут быть несоблюдение техники безопасности, употребление алкоголя. Несчастный случай является одной из ведущих причин смерти в России. Смерть известных людей в результате несчастного случая обычно привлекает широкое внимание. Часто не удаётся установить, был ли это несчастный случай, самоубийство или убийство.
В страховании несчастный случай трактуется как внезапное кратковременное внешнее событие для застрахованного, произошедшее в течение срока договора страхования, которое повлекло за собой телесные повреждения (гибель) застрахованного в результате заболевания в условиях пандемии, ДТП, пожара, взрыва, стихийных явлений, — за исключением противоправных действий третьих лиц.

## Смертность от несчастных случаев
В развитых странах от несчастных случаев погибает больше людей, чем от всех инфекционных заболеваний, и больше, чем от какого-то одного заболевания, за исключением рака и сердечных заболеваний. Несчастные случаи являются основной причиной смерти людей в возрасте до 35 лет в развитых странах. В целом в мире дорожно-транспортные происшествия являются главной причиной смертности от несчастных случаев, на втором месте находятся несчастные случаи в промышленности, на третьем — несчастные случаи дома.
По данным RAND, смертность от несчастных случаев составляет значительную часть общей смертности в России, которая с 1992 года до 2013 года превышала рождаемость. Смертность от внешних причин занимает второе место в списке причин смертности (первая — смертность от сердечно-сосудистых заболеваний). В докладе RAND отмечается, что потребление алкоголя является одним из основных факторов в этом виде смертности, причём имеет значение «русский стиль выпивки»: русские много пьют по праздникам и на выходные. Именно поэтому на выходные приходится пик смертности от алкогольного отравления, несчастных случаев и драк. Авторы доклада утверждают, что во время антиалкогольной кампании 1985 года уровень смертности снизился.

## Несчастный случай на производстве
Несчастный случай на производстве — случай травматического повреждения здоровья пострадавшего, произошедший по причине, связанной с его трудовой деятельностью, или во время работы.
Законодательное определение термина «несчастный случай на производстве» установлено для целей ФЗ от 24 июля 1998 г. № 125-ФЗ «Об обязательном социальном страховании от несчастных случаев на производстве и профессиональных заболеваний». В соответствии со ст. 3 указанного ФЗ несчастный случай — это событие, в результате которого застрахованный получил увечье или иное повреждение здоровья при исполнении им обязанностей по трудовому договору (контракту) и в иных установленных настоящим ФЗ случаях как на территории страхователя, так и за её пределами либо во время следования к месту работы или при возвращении с места работы на транспорте, предоставленном страхователем, и которое повлекло необходимость перевода застрахованного на др. работу, временную или стойкую утрату им профессиональной трудоспособности либо его смерть.
Сфера действия ФЗ от 24 июля 1998 г. № 125-ФЗ отличается от сферы действия Трудового кодекса РФ. В соответствии с положениями ст. 227—231 ТК РФ расследуются в установленном им порядке несчастные случаи, происшедшие не только с работниками, выполняющими работу по трудовому договору, но и с др. лицами, участвующими в производственной деятельности организации, работодателя.
Развернутое содержание термина «несчастный случай на производстве» даётся в ст. 227 ТК РФ, хотя используются те же признаки, что и в определении, установленном в ст. 3 ФЗ от 24 июля 1998 г. № 125-ФЗ. Однако в ст. 227 ТК РФ в качестве основного квалифицирующего признака несчастный случай установлено исполнение трудовых обязанностей или выполнение какой-либо работы по поручению работодателя, а также при осуществлении иных правомерных действий, обусловленных трудовыми отношениями с работодателем либо совершенных в его интересах. Такое содержание понятия «несчастный случай на производстве» соответствует стандартному международному термину «профессиональный несчастный случай».
В ТК РФ установлены также дополнительные квалифицирующие признаки:
- перечень лиц, несчастный случай с которыми подлежат расследованию в установленном порядке;
- перечень повреждений здоровья, полученных перечисленными лицами при исполнении трудовых обязанностей или работ по заданию организации (работодателя — физического лица), рассматриваемых как несчастный случай;
- обстоятельства, при которых перечисленные повреждения здоровья, полученные указанными лицами, квалифицируются как несчастный случай.

Связанные с производством несчастные случаи, происшедшие с работниками или др. лицами, участвующими в производственной деятельности работодателя, при исполнении ими трудовых обязанностей или работ по заданию работодателя (его представителя), а также при осуществлении иных правомерных действий, обусловленных трудовыми отношениями с работодателем либо совершаемых в его интересах, расследуются в установленном порядке, квалифицируются, оформляются и учитываются в соответствии с требованиями:
- ст. 227—231 ТК РФ;
- Положения о расследовании и учёте профессиональных заболеваний, утверждённого постановлением Правительства РФ от 15 декабря 2000 г. № 967;
- Положения об особенностях расследования несчастных случаев на производстве в отдельных отраслях и организациях, утверждённого постановлением Минтруда России от 24 октября 2002 г. № 73 и введённого в действие с 1 января 2003 г.

Согласно ст. 227 ТК РФ расследуются и подлежат учёту как несчастный случай:
- травма, в том числе нанесённая др. лицом;
- острое отравление;
- тепловой удар;
- ожог;
- обморожение (гипотермия);
- угорание (гибель в результате пожара)
- утопление;
- поражение электрическим током, молнией, излучением;
- укусы насекомых и пресмыкающихся;
- телесные повреждения, нанесённые животными[6];
- повреждения, полученные в результате взрывов, разрушения зданий, сооружений и конструкций, аварий, стихийных бедствий и др. чрезвычайных обстоятельств, а также иные повреждения здоровья, обусловленные воздействием на пострадавшего внешних факторов, повлёкшие за собой необходимость перевода работника на др. работу, временную или стойкую утрату им трудоспособности либо его смерть.

Классификация несчастных случаев. В зависимости от характера и обстоятельств происшествия, тяжести полученных пострадавшими телесных повреждений различают несчастные случаи:
- лёгкие — несчастные случаи, в результате которых пострадавшими были получены повреждения здоровья, отнесённые по квалифицирующим признакам, установленным Минздравсоцразвития России, к категории лёгких и средней тяжести;
- тяжёлые — несчастные случаи, в результате которых пострадавшими были получены повреждения здоровья, отнесённые по квалифицирующим признакам, установленным Минздравсоцразвития России, к категории тяжёлых(производственная травма может быть тоже частью тяжелого несчастного случая);
- со смертельным исходом — несчастные случаи, в результате которых пострадавшие получили повреждения здоровья, приведшие к их смерти;
- групповые — несчастные случаи с числом пострадавших 2 человека и более;
- групповые с тяжелыми последствиями — несчастные случаи, при которых 2 человека и более получили повреждения здоровья, относящиеся к категории тяжелых или со смертельным исходом.